# Biedermeier

Der Sonntagsspaziergang von Carl Spitzweg aus dem Jahr 1841, ein typischer Vertreter der Biedermeier-Epoche

Als Biedermeier wird die Zeitspanne vom Ende des Wiener Kongresses 1815 bis zum Beginn der bürgerlichen Revolution 1848 in den Ländern des Deutschen Bundes bezeichnet. Mit dem Ausdruck Biedermeier ist in der politischen Geschichte der Begriff der Restauration verknüpft, der sich auf die staatspolitische Entwicklung nach dem Ende der napoleonischen Zeit und des Wiener Kongresses bezieht. Bedeutsam ist der Begriff als Epochenbezeichnung der Kulturgeschichte, als solcher jedoch kaum klar konturiert, da viele Assoziationen zum Biedermeier aus dem späteren 19. Jahrhundert stammen und oft als (rück)projizierte Zuschreibungen gelten müssen.
Als Vormärz wird die zum selben Zeitabschnitt gehörende entgegengesetzte Bewegung bezeichnet, die eine politisch revolutionäre Veränderung suchte und unter anderem bei Literaten wie Georg Büchner und Heinrich Heine ihren Niederschlag fand.
Der Ausdruck Biedermeier bezieht sich zum einen auf die in dieser Zeit entstehende eigene Kultur und Kunst des Bürgertums, so in der Hausmusik, der Innenarchitektur und auch in der Kleidermode, zum anderen auf die Literatur der Zeit; beides wird oft mit dem Etikett „hausbacken“ oder „konservativ“ versehen. Als typisch gilt die Flucht ins Idyll und ins Private.

## Ursprung des Begriffs

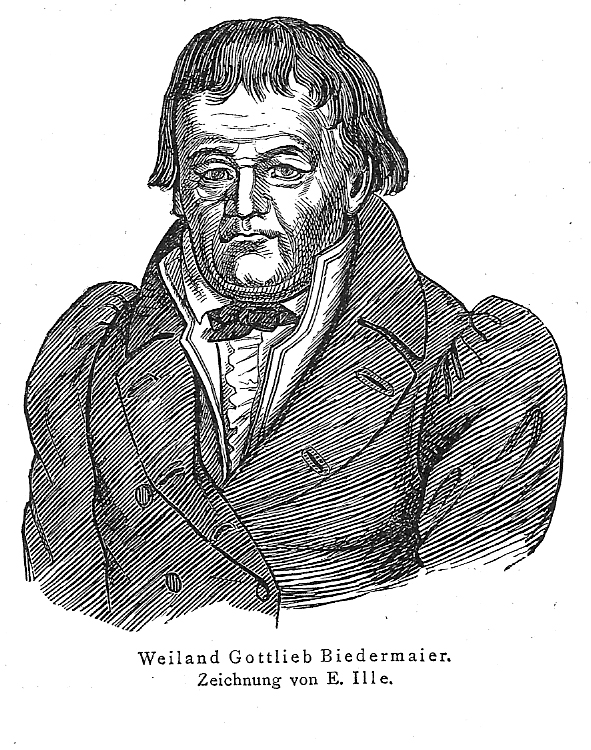
Bildnis der fiktiven Figur Gottlieb Biedermaier aus den Münchener Fliegenden Blättern, dem tatsächlichen Aussehen von Samuel Friedrich Sauter nachempfunden

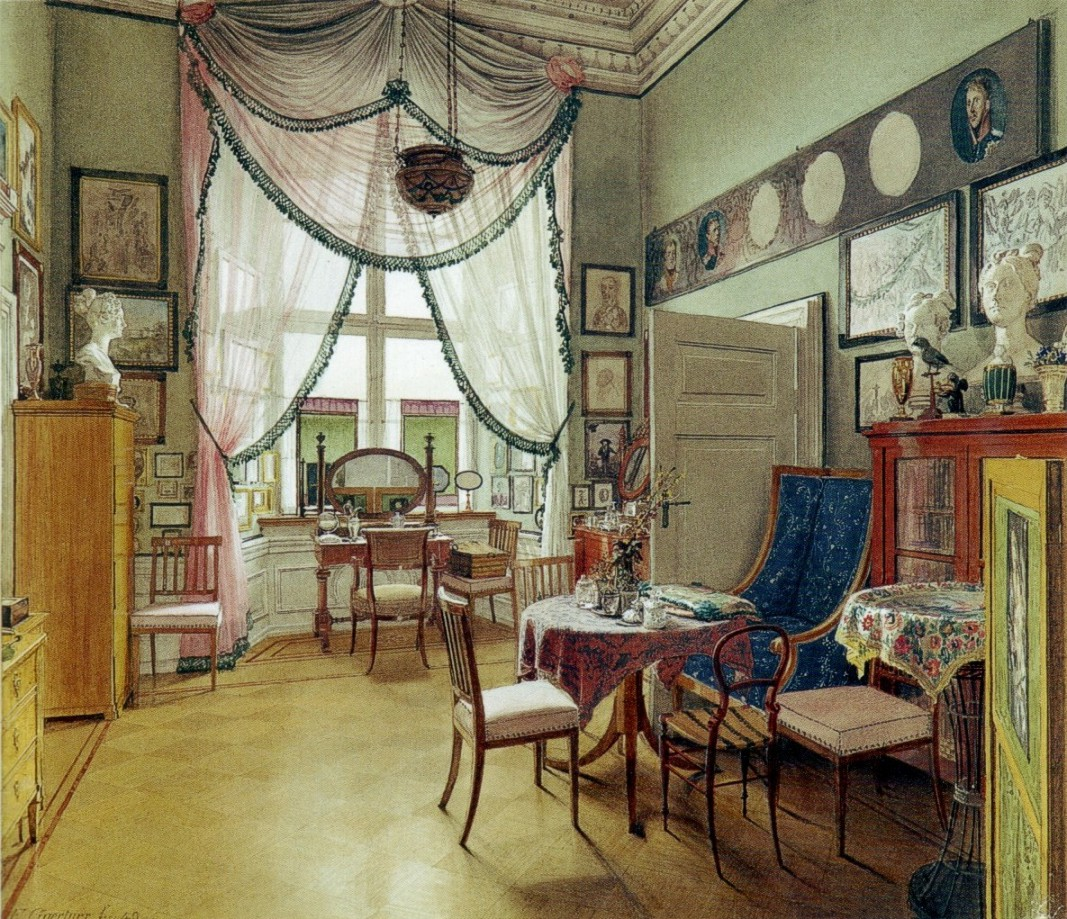
Zimmerbild von Eduard Gaertner (1849): Darstellung biedermeierlichen Interieurs in einer bürgerlichen Wohnung in Berlin

Der Begriff Biedermeier geht auf die fiktive Figur des treuherzigen, aber spießbürgerlichen Gottlieb Biedermaier zurück, die der Jurist und Schriftsteller Ludwig Eichrodt und der Arzt Adolf Kußmaul erfanden und unter dessen Namen in den Jahren ab 1855 in den Münchner Fliegenden Blättern diverse Gedichte veröffentlicht wurden, die teilweise Parodien auf die Poesie des realen Dorfschullehrers Samuel Friedrich Sauter waren.
Entstanden war der Name aus zwei Gedichten mit den Titeln Biedermanns Abendgemütlichkeit und Bummelmaiers Klage, die Joseph Victor von Scheffel in diesem Blatt 1848 veröffentlicht hatte. Bis 1869 wurde Biedermaier geschrieben, erst danach kam die Schreibweise mit ei auf. Der fiktive Herr Biedermeier war ein dichtender schwäbischer Dorflehrer mit einfachem Gemüt, dem laut Eichrodt „seine kleine Stube, sein enger Garten, sein unansehnlicher Flecken und das dürftige Los eines verachteten Dorfschulmeisters zu irdischer Glückseligkeit verhelfen.“ In den Veröffentlichungen werden die Biederkeit, der Kleingeist und die unpolitische Haltung großer Teile des Bürgertums karikiert und verspottet.
Allerdings verfasste der revolutionäre Dichter Ludwig Pfau mit Herr Biedermeier bereits 1847 ein Gedicht, das Spießigkeit und Doppelmoral anprangert. Es beginnt mit den Zeilen:

„Schau, dort spaziert Herr Biedermeier
und seine Frau, den Sohn am Arm;
sein Tritt ist sachte wie auf Eier,
sein Wahlspruch: Weder kalt noch warm.“

Angeblich hat Eichrodt dieses Gedicht erst sehr viel später kennengelernt, nachdem er seine eigene Biedermeier-Poesie längst veröffentlicht hatte. Nachprüfen lässt sich diese Behauptung Eichrodts nicht.
Nach 1900 wurde der zunächst negativ konnotierte Begriff Biedermeier eher wertneutral aufgefasst, er stand für eine kleinbürgerliche Kultur der Häuslichkeit und der Betonung des Privaten.
Die Nutzung als Epochenbezeichnung entwickelte sich ab Ende des 19. Jahrhunderts – zunächst in der Kunst- und Architekturgeschichte, aber auch in der Mode. Die ersten Buchveröffentlichungen mit dem Begriff im Titel erscheinen dann um die Wende zum 20. Jahrhundert. Gleichzeitig wurde der Stil des Biedermeiers nochmals modern – nach dem üppigen Dekor des Historismus in der Gründerzeit gefielen die schlichten Möbel und Formen des Biedermeier wieder. Daher wurden Möbel in Biedermeierformen wieder neu hergestellt, man spricht hier, besonders im Kunst- und Antiquitätenhandel, mitunter vom Stil des zweiten Biedermeier.
Das Biedermeier kann heute auch auf die behagliche Wohnkultur und private Gemütlichkeit der Zeit reduziert werden, als eine gesellschaftliche Ruhephase vor den gesellschaftlichen Umwälzungen zur Mitte des 19. Jahrhunderts und als Reaktion auf staatliche Kontrolle und Zensur.

## Politische Situation

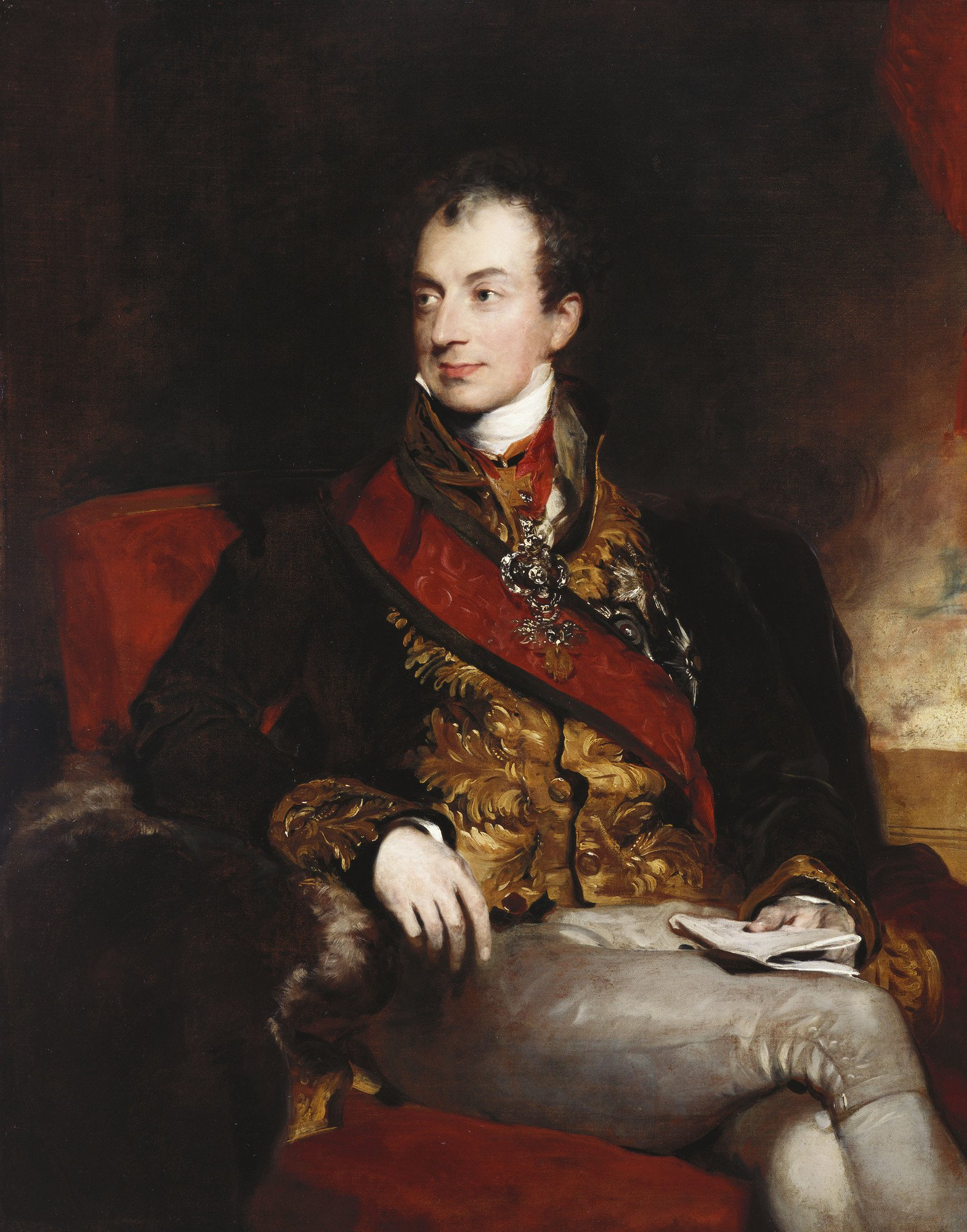
Fürst Metternich prägte maßgebend die europäische Politik nach dem Wiener Kongress, als der Biedermeier sich entfaltete

Nach der Niederlage Napoleons in der Völkerschlacht bei Leipzig sowie der Schlacht bei Waterloo und seiner Verbannung wurden die Beschlüsse umgesetzt, die auf dem Wiener Kongress ausgehandelt worden waren. Es ging um eine Ordnung Europas mit dem Ziel einer Restauration, d. h. der Wiederherstellung jener Verhältnisse, die vor der Französischen Revolution Europa geprägt hatten. Zu diesem Zweck gingen die konservativen Monarchen Kaiser Franz I. von Österreich, der russische Zar Alexander I. und der preußische König Friedrich Wilhelm III. die „Heilige Allianz“ ein.
Eine bedeutende politische Rolle spielte Fürst von Metternich, ein gebürtiger Rheinländer, der im Dienst des österreichischen Kaisers stand. Er setzte die sogenannten Karlsbader Beschlüsse von 1819 durch, die eine starke Einschränkung jeglicher politischer Betätigung bedeuteten. Es wurde eine strenge Zensur für alle Veröffentlichungen eingeführt, inklusive der Musikwerke. Literaten wie Heinrich Heine und Georg Büchner emigrierten (1831 bzw. 1835), ebenso Karl Marx (1843), zuvor Redakteur der Rheinischen Zeitung in Köln.
Ohne die Karlsbader Beschlüsse ist die Biedermeierzeit nicht denkbar; außerhalb Deutschlands, Österreichs und Skandinaviens existiert daher auch der Begriff Biedermeier nicht, da die gesellschaftliche Entwicklung in diesen Ländern anders verlief.

## Die Himmelstöne des Biedermeier

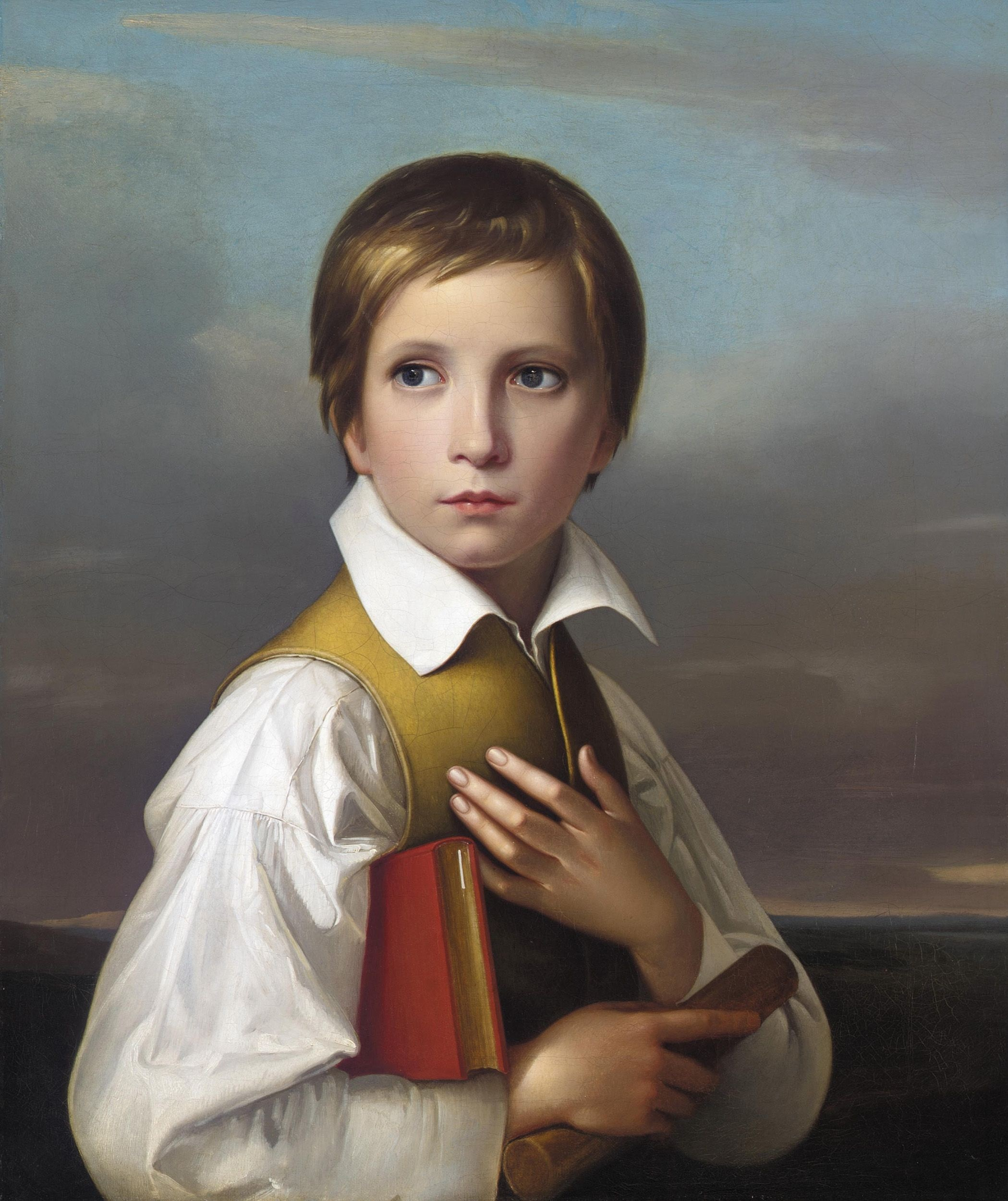
Porträt Felix Schadow (um 1830) von Friedrich Wilhelm von Schadow, einem bedeutenden Vertreter der Malerei des Biedermeiers

1815 war im Pazifik der Vulkan Tambora ausgebrochen, weltweit die größte Eruption seit dem Ausbruch des Lake Taupō vor über 20.000 Jahren. Die vulkanischen Stäube verbreiteten sich global und führten 1816 zum Jahr ohne Sommer und auch danach zu einer deutlichen vulkanisch bedingten Klimaänderung mit teils katastrophalen Auswirkungen. Darüber hinaus kam es jahrzehntelang nach dem Ausbruch zu merklichen Veränderungen im Tageslicht; besonders ausgeprägt war dies abends und morgens aufgrund der dann erheblich verstärkten Streuung des Sonnenlichts an den vulkanischen Staubteilchen und Gasen in der Atmosphäre. Die biedermeierlichen Sonnenuntergänge in Europa waren von nie dagewesener Pracht – in allen Schattierungen von Rot, Orange und Violett, gelegentlich auch in Blau- und Grüntönen. Die grandiosen Abendstimmungen und die intensiven Erdfarben, Ocker- und Gelbtöne beispielsweise von William Turner, die außerhalb von Landschaften mit entsprechender natürlicher Farbgebung wie etwa der Toskana und der Camargue fast unwirklich erscheinen, haben davon merklich profitiert.

## Bildende Kunst

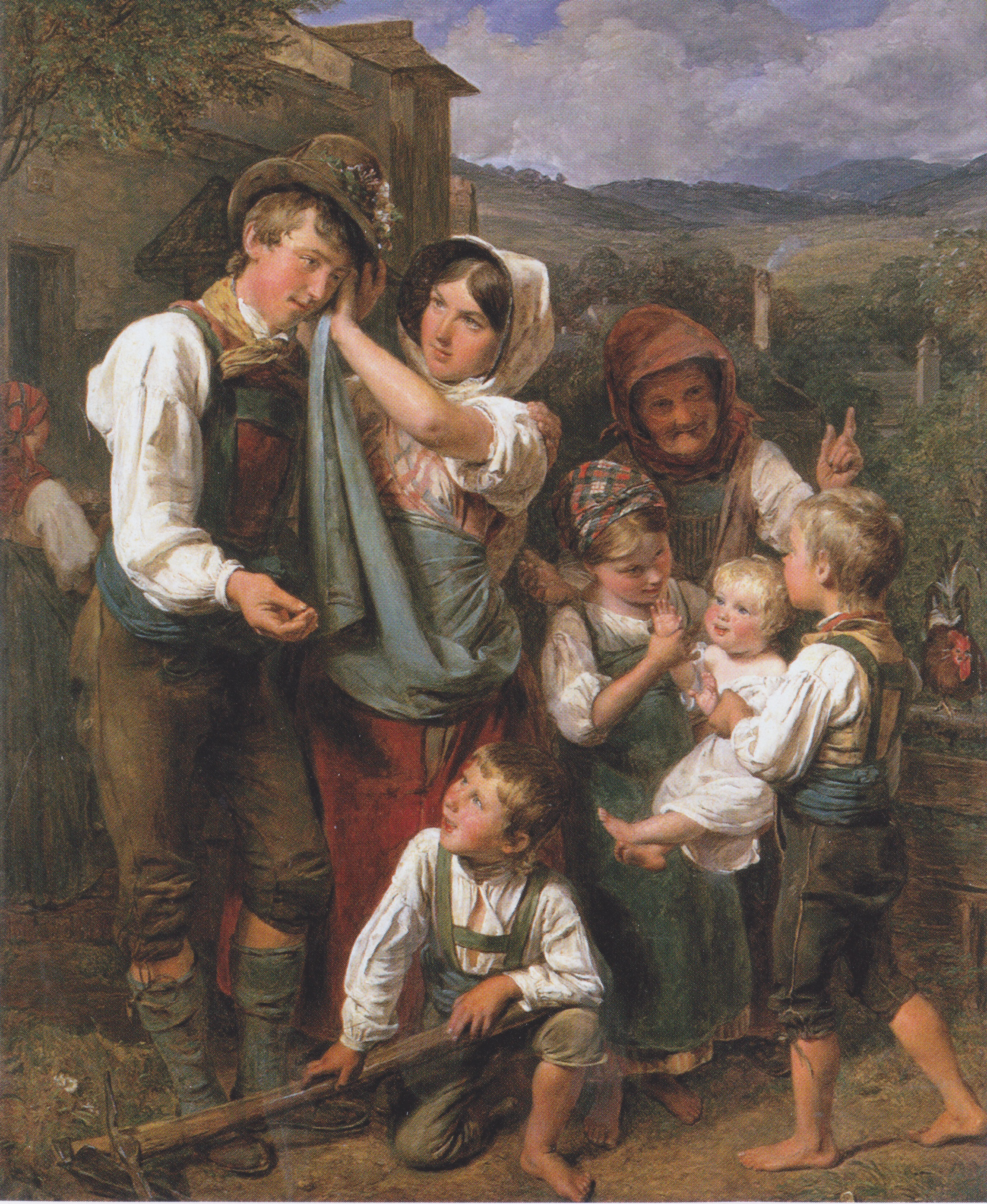
Die Heimkehr des Landmannes von Ferdinand Georg Waldmüller (um 1833), ein Beispiel biedermeierlicher Genremalerei

In der Bildenden Kunst der Biedermeierzeit dominierten die Genre- und die Landschaftsmalerei, aber auch das Porträt. Religiöse und historische Motive fehlen fast völlig. Der Stil war realistisch, die Bilder ähnelten oft einer fotografischen Abbildung. Vorbild war die niederländische Malerei des 17. Jahrhunderts. Allerdings war das angestrebte Ergebnis ein Pseudo-Realismus, denn die Wirklichkeit wurde gern idealisiert und übersteigert, mitunter überschneidet sich die Malerei mit der Spätromantik. Die Aquarelltechnik erreichte ein sehr hohes Niveau; für Buchillustrationen wurde nun zunehmend die Lithografie eingesetzt. Als bildende Künstler des Biedermeiers gelten die Maler Moritz von Schwind, Friedrich Gauermann, Eduard Gaertner, das Frühwerk von Adolph Menzel, Ludwig Richter, Carl Spitzweg, Josef Kriehuber, Ferdinand Georg Waldmüller, Peter Fendi und Joseph Anton Koch. Richter war vor allem als Illustrator gefragt, er bebilderte rund 150 Bücher. Eine Besonderheit des Biedermeier waren die so genannten Zimmerbilder, detailgenaue Schilderungen einzelner Wohnräume. In der Glas- und Porzellanmalerei ist die Epoche mit den Hausmalern Samuel Mohn und Anton Kothgasser verbunden. Typisch für diese Zeit ist ferner das Ansichtenglas.

## Musik

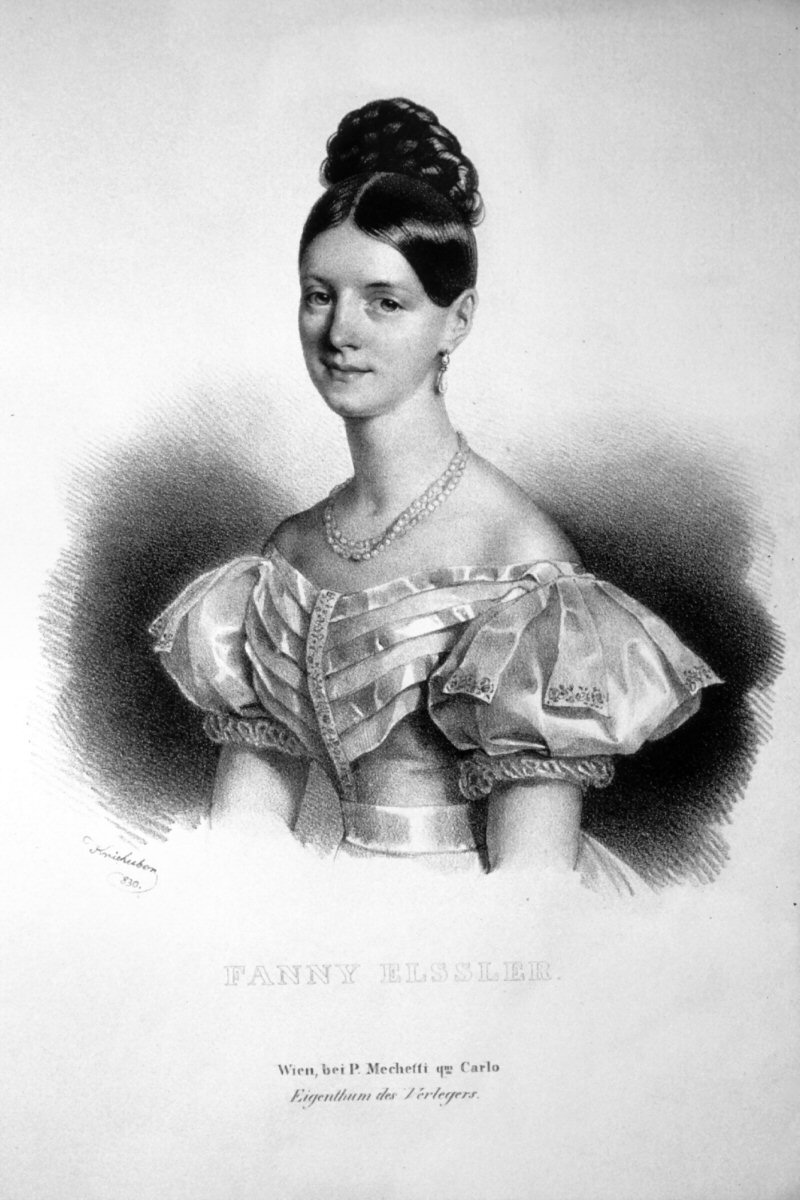
Fanny Elßler war eine bekannte Balletttänzerin des Biedermeier, Lithografie von Joseph Kriehuber (1830)

In der Musik ist die Bezeichnung Biedermeier eher ungewöhnlich; meistens wird für die typische Musik dieser Ära von Frühromantik gesprochen. Jedoch lässt sich auch für die Musik gewissermaßen eine Biedermeier-Epoche unterscheiden, in der sie erstmals vom bürgerlichen Geschmack bestimmt wurde. Die Hausmusik erlangte große Bedeutung. Das Klavier als Hausinstrument wurde im Bürgertum zunehmend populär. Gefragt waren vor allem Kammermusikstücke; in den Städten wurden überall Musikgesellschaften und Gesangvereine gegründet. Die Notenverlage gaben bei den Komponisten vor allem leichte, heitere Werke in Auftrag, denn der Geschmack der Kunden war entscheidend für den Verkauf; vorher war nie eigens für den Hausgebrauch komponiert, sondern nur umgearbeitet worden. Tonangebend in der Klaviermusik war Robert Schumann. Auch Franz Schuberts Lieder wurden, zwar nach seinem Tod, im Bürgertum sehr geliebt. Als typische Biedermeierkomponisten werden aber eher weniger bekannte Figuren wie Ludwig Berger, Christian Heinrich Rinck oder Leopold Schefer angesehen. Populär waren z. B. die Lieder Wilhelm Müllers oder Alexander Fescas.
Das Biedermeier war auch die Zeit des Walzers, dessen Hochburg Wien war. Er entstand aus dem meist im Freien getanzten Ländler. Zu den Tanzveranstaltungen strömten die Massen, war hier doch ausgelassene Fröhlichkeit erlaubt. Komponisten und Kapellmeister wurden teilweise gefeiert wie Stars, allen voran Johann Strauss senior und Joseph Lanner. Sehr beliebt war auch das Ballett – in Wien feierte die Balletttänzerin Fanny Elßler Triumphe. Die herausragenden weiblichen Gesangsstars waren Henriette Sontag und Jenny Lind.
Das 1793 in der Schweiz entstandene Lied Freut euch des Lebens wurde in der Biedermeierzeit zum Volkslied im ganzen deutschen Sprachraum. Besonders Usteris dritte Strophe formuliert das Credo dieser Zeit: „Wer Neid und Missgunst sorgsam flieht, Genügsamkeit im Gärtchen zieht, dem schießt sie bald zum Bäumchen auf, das goldne Früchte bringt.“

## Leben und Kultur

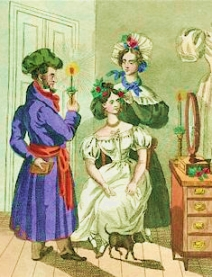
Postkartenmotiv als Beispiel für Biedermeier-Mode

Mit dem Begriff Biedermeier ist in erster Linie auch eine bürgerliche Kultur gemeint, die in der ersten Hälfte des 19. Jahrhunderts entstand. Das Bürgertum kultivierte das Privat- und Familienleben in ganz neuem Ausmaß. Nicht die Repräsentation stand im Vordergrund, sondern das häusliche Glück in den eigenen vier Wänden, die zum Rückzugsort wurden. Bürgerliche Tugenden wie Fleiß, Ehrlichkeit, Treue, Pflichtgefühl, Bescheidenheit wurden zu allgemeinen Prinzipien erhoben. Die Biedermeier-Wohnstube war die Urform des heutigen Wohnzimmers, und wahrscheinlich wurde damals der Ausdruck Gemütlichkeit eingeführt. Die Geselligkeit wurde in kleinem Rahmen gepflegt, beim Kaffeekränzchen, am Stammtisch, bei der Hausmusik, aber auch in den Wiener Kaffeehäusern. Beliebteste Zeitung war die Wiener allgemeine Theaterzeitung von Adolf Bäuerle.
Die bürgerliche Familienstruktur war patriarchalisch, der Mann das Oberhaupt der Familie; der Wirkungskreis der Frau war der Haushalt. Das wohlhabendere Bürgertum beschäftigte Personal, darunter eine Köchin, einen Kutscher, eine Kinderfrau, für Säuglinge auch eine Amme, mitunter einen Hauslehrer. Die wichtigsten weiblichen Freizeitbeschäftigungen waren Handarbeiten und das Klavierspiel, das jede Bürgertochter zu lernen hatte. Wesentlich mehr Aufmerksamkeit als vorher widmete man auch der Kindererziehung und dem Kinderzimmer, es erschien entsprechende Literatur mit Anleitungen zur Erziehung. Es entstand erstmals eine eigene Kindermode, die nicht nur eine Kopie der Erwachsenenmode war. Die Spielzeugindustrie erlebte ihre erste Blüte. 1840 gründete Friedrich Fröbel in Bad Blankenburg den ersten Kindergarten.
In der Biedermeierzeit wurde auch das häusliche Weihnachtsfest in der Form ausgebildet, wie sie heute bekannt ist, mit Weihnachtsbaum, Weihnachtsliedern und Bescherung.

## Theater
In der Biedermeierzeit erlebte auch das Theater einen Aufschwung, doch statt Belehrung war Unterhaltung gefragt, also eine Abkehr von den Idealen der Aufklärung. Aus den Nationaltheatern wurden wieder Hoftheater wie in Berlin, wo in erster Linie der preußische König bestimmte, was im Schauspielhaus aufgeführt wurde. Parallel dazu entstand eine privatwirtschaftliche Unterhaltungskultur im 1824 gegründeten Königsstädtischen Theater nach dem Vorbild der Wiener Vorstadttheater. Die deutschsprachigen Theatermetropolen dieser Zeit waren Wien und Berlin. Zwischen 1815 und 1830 hatten im Schauspielhaus Berlin fast 300 Lustspiele Premiere, aber nur 56 Tragödien. Sehr beliebt beim Publikum waren auch Parodien, selbst Goethe und Shakespeare wurden nicht verschont. Johann Nestroy brachte es 1857 fertig, in Wien eine Parodie auf Wagners Tannhäuser aufzuführen, noch bevor das Original überhaupt Premiere hatte.
Natürlich wurden auch Theaterstücke und Opern zensiert. In Österreich saßen die Zensoren sogar bei den Vorstellungen des Alt-Wiener Volkstheaters im Publikum. Die Theaterautoren gingen mit der Zensur unterschiedlich um: Viele passten sich an wie Raimund; Grillparzer, der auch Staatsbeamter war, schrieb einiges nur für die Schublade, während Nestroy mehrfach mit Geldbußen belegt wurde und zwei Freiheitsstrafen absitzen musste.

## Architektur und Möbel

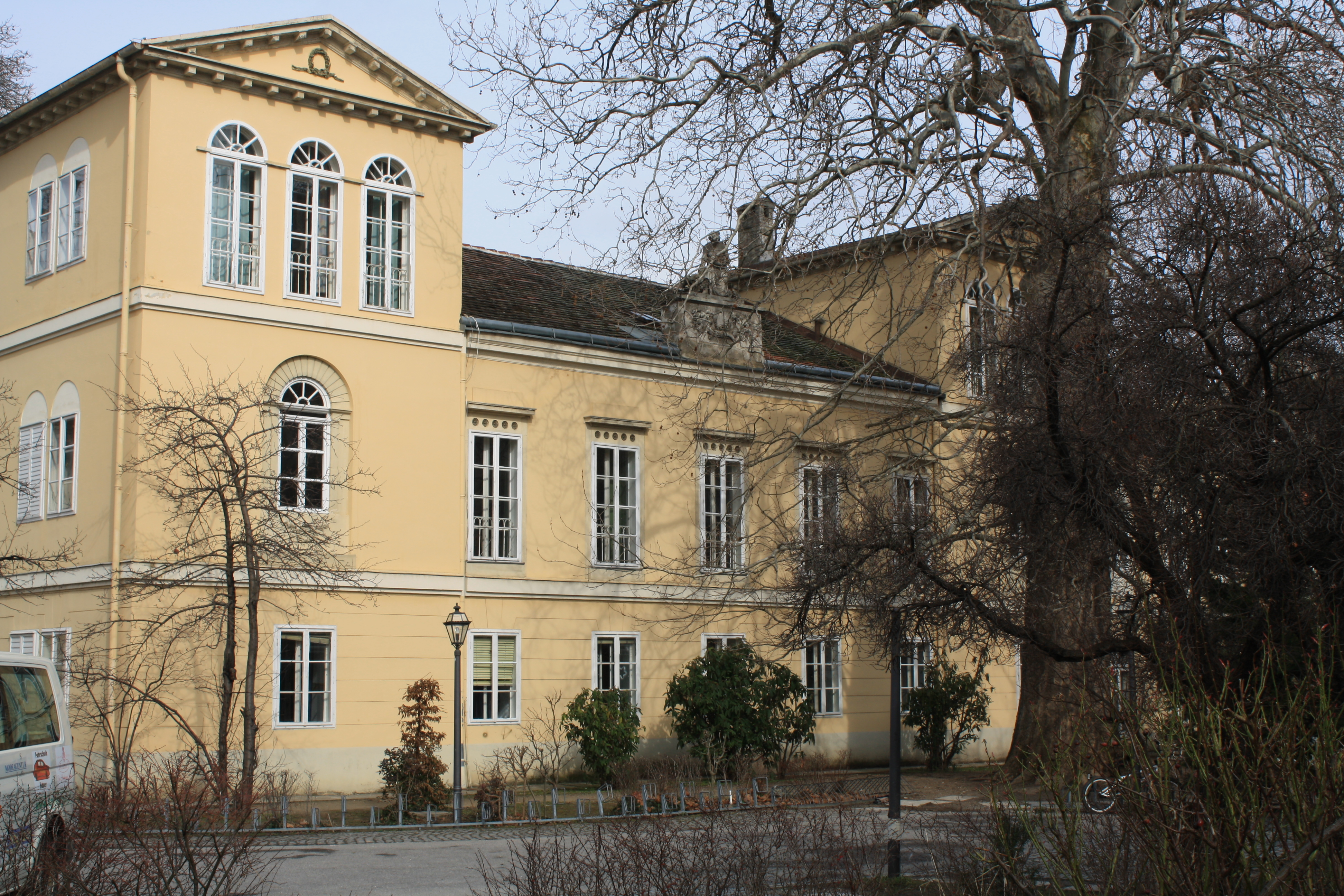
Palais Florastöckl in Baden bei Wien, erbaut 1816/17 von Joseph Kornhäusel

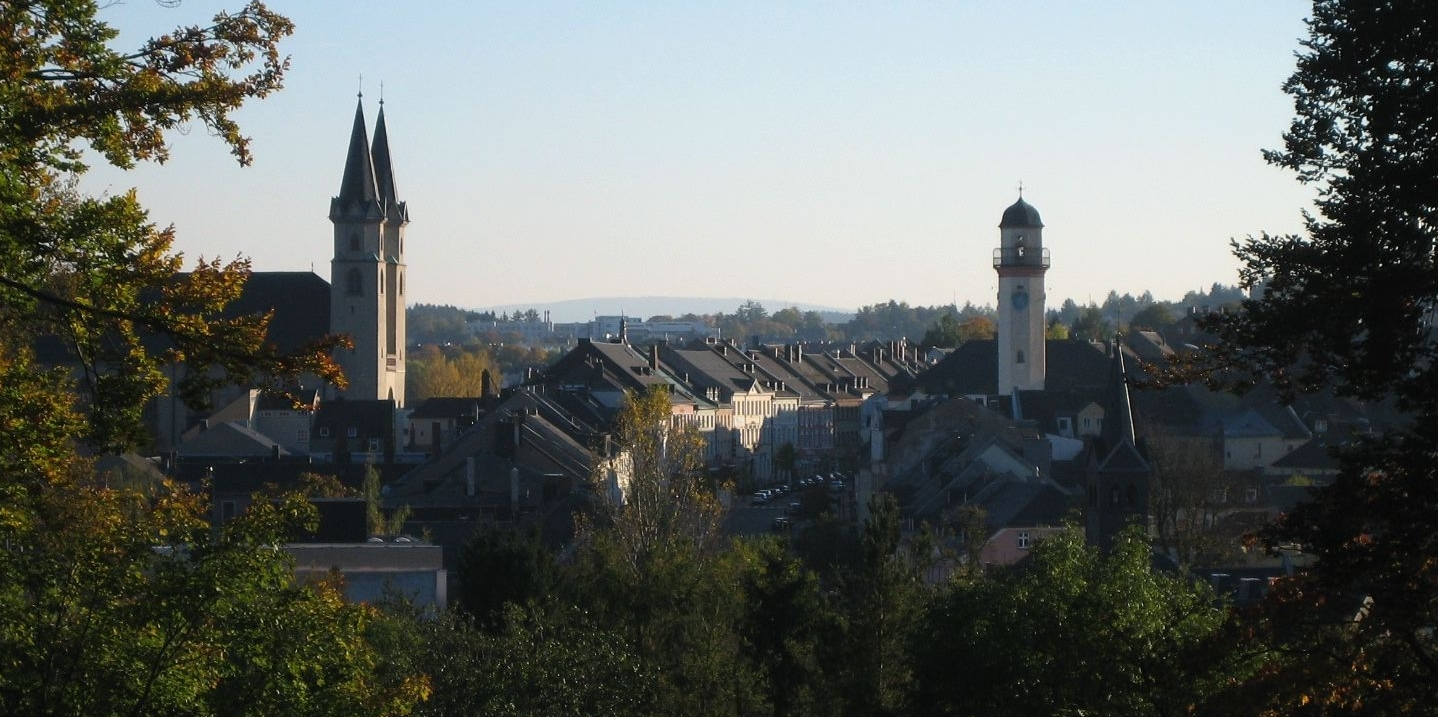
Hofer Neustadt, erbaut nach dem Stadtbrand 1823

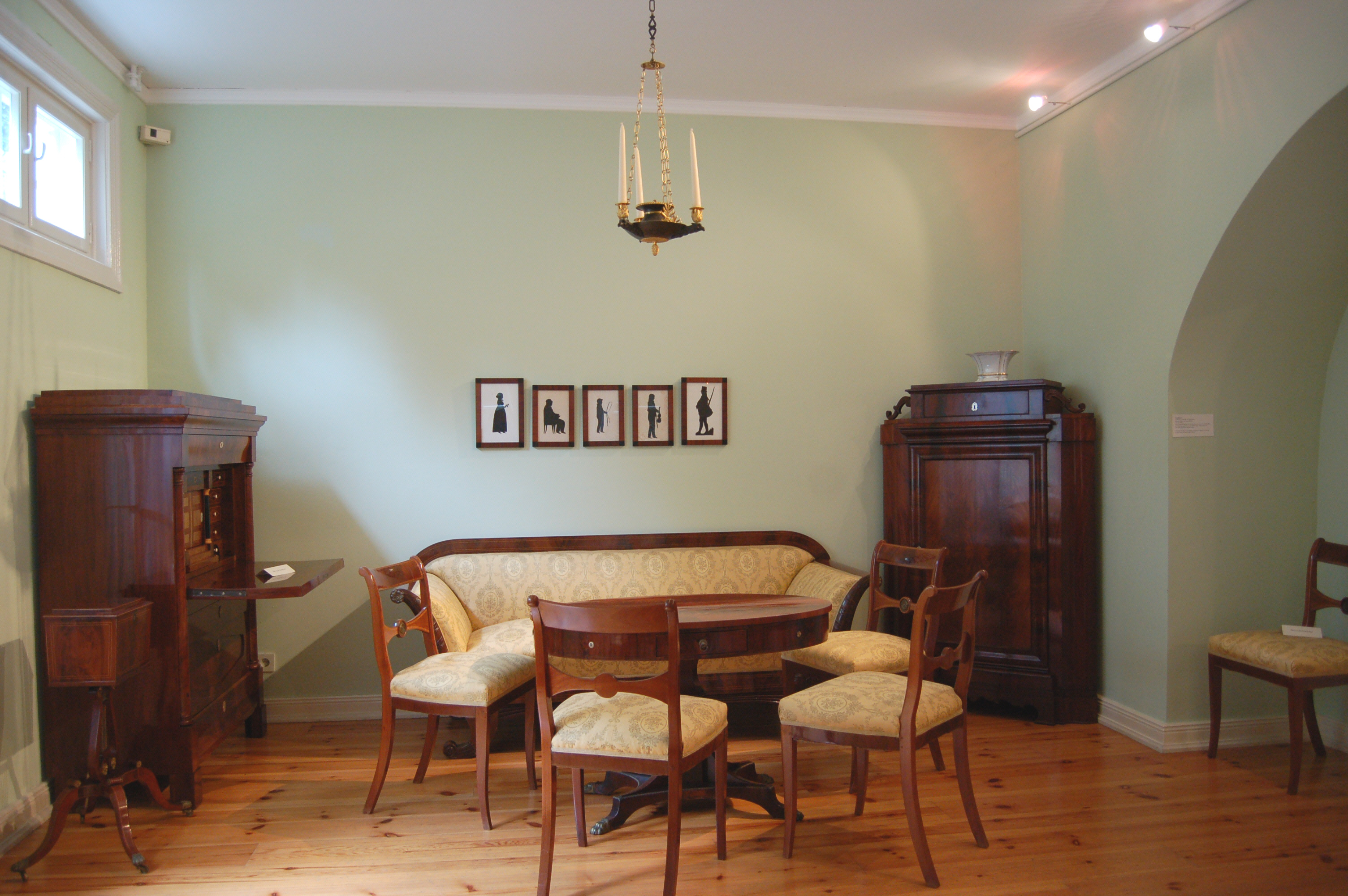
Biedermeier-Wohnzimmer um 1830

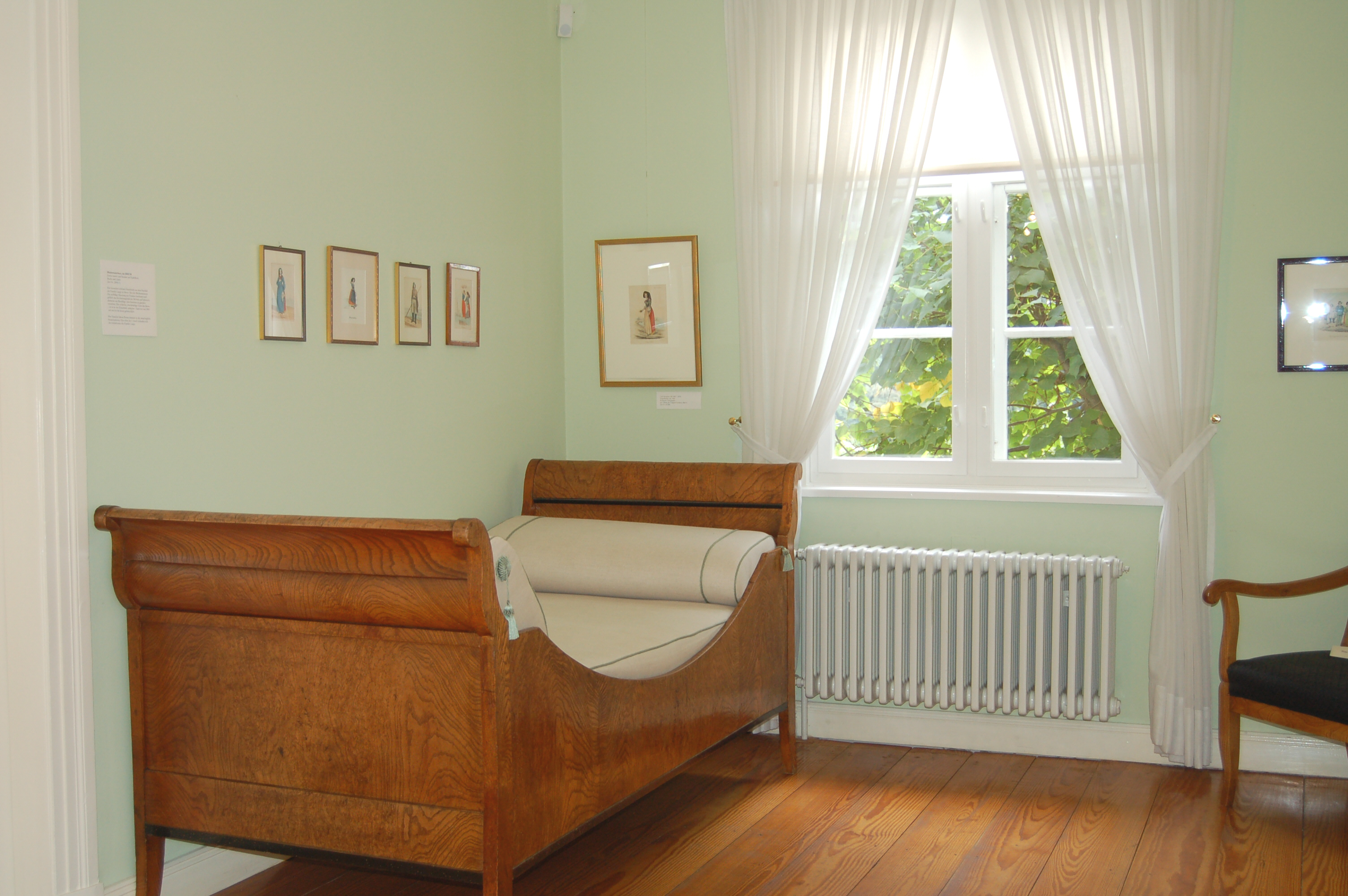
Biedermeier-Schlittenbett um 1820/1830 im Helgolandzimmer im Museum Langes Tannen in Uetersen

Das wesentliche Kennzeichen der Biedermeier-Architektur ist der elegante, aber eher schlichte Stil, wobei er letztlich eine Variante des Klassizismus war. Dieser Stil prägte die Monumentalbauten dieser Zeit, das Biedermeier die bürgerlichen Wohnviertel. Der bekannteste Architekt dieser Epoche war der Berliner Karl Friedrich Schinkel, aber seine Entwürfe waren nicht biedermeierlich. Der bedeutendste Architekt des Biedermeier-Stils war dagegen Joseph Kornhäusel, der seine Spuren vor allem in Wien und Baden bei Wien, der Sommerresidenz des österreichischen Kaisers, hinterließ. Baden wurde nach einem Brand ab 1812 völlig neu wiederaufgebaut. Da Kornhäusel sehr bekannt war, erhielt er auch Aufträge des Adels.
Die Hofer Neustadt ist eines der größten Wohnviertel des Biedermeiers. Insbesondere die Ludwigstraße, die Klosterstraße und der Maxplatz sind nahezu vollständige Ensembles, die größtenteils unter Denkmalschutz stehen. Nach einem großen Stadtbrand im Jahr 1823 baute man die Stadt vollständig wieder auf. Die Gebäude sind größtenteils Bürgerhäuser, aber auch Stadtpalais, die in den letzten Jahren saniert und renoviert wurden.
Auch im Großherzogtum Baden und speziell in Karlsruhe und Heidelberg wurden mehrere Profanbauten im Biedermeier gebaut, von Friedrich Weinbrenner und seinen Nachfolgern.
Die Biedermeier-Möbel folgen keinem einheitlichen Stil, zeichnen sich aber ebenfalls durch schlichte Eleganz aus. Sie hatten weniger repräsentativen Charakter, sondern sollten den Eindruck von Behaglichkeit verbreiten, vor allem auch zweckmäßig sein. Die ersten Möbel dieser Art entstanden in Wien, wobei englisches Mobiliar als Vorbild diente. Großer Wert wurde bei der Produktion auf die handwerkliche Qualität gelegt. Die großen, glatten Flächen der Möbel ermöglichten eine intensive Wirkung der Holzmaserung, daher wurden oft ausgesucht gemaserte Hölzer als Furniere verarbeitet, wobei man die Holzmaserung oft spiegelbildlich anordnete. Beliebte Hölzer waren in Süddeutschland beispielsweise Kirschbaum und Nussbaum, in Norddeutschland Birke und Mahagoni. Die Beschläge der Möbel waren oft sehr reduziert gehalten, statt Schlüsselschildern aus Metall verwendete man gerne sog. Schlüsselbuchsen aus Bein, Scharniere wurden vielfach verdeckt angebracht. Die Holzoberflächen wurden meist poliert, um die Maserung zur Geltung zu bringen. Als Bezug für Polstermöbel dienten mitunter selbst bestickte Bezüge, da Handarbeiten ein beliebtes Betätigungsfeld von Frauen waren. Typisch für das Biedermeier sind Kleinmöbel wie Kommoden, Sekretäre oder Nähtische, aber auch Schlittenbetten. Beliebt waren als weitere Zimmerausstattungstücke Bilderuhren oder Tischuhren mit Marmorsäulen. In Wien prägte der Möbelfabrikant Joseph Danhauser senior die neue Wohnkultur. In diese Zeit fällt auch der Erfolg der Bugholzmöbel von Michael Thonet, der aus Boppard stammte und 1842 vom österreichischen Hof nach Wien geholt wurde. Er entwarf die Ausstattung des Stadtpalais Liechtenstein in Wien.

## Mode

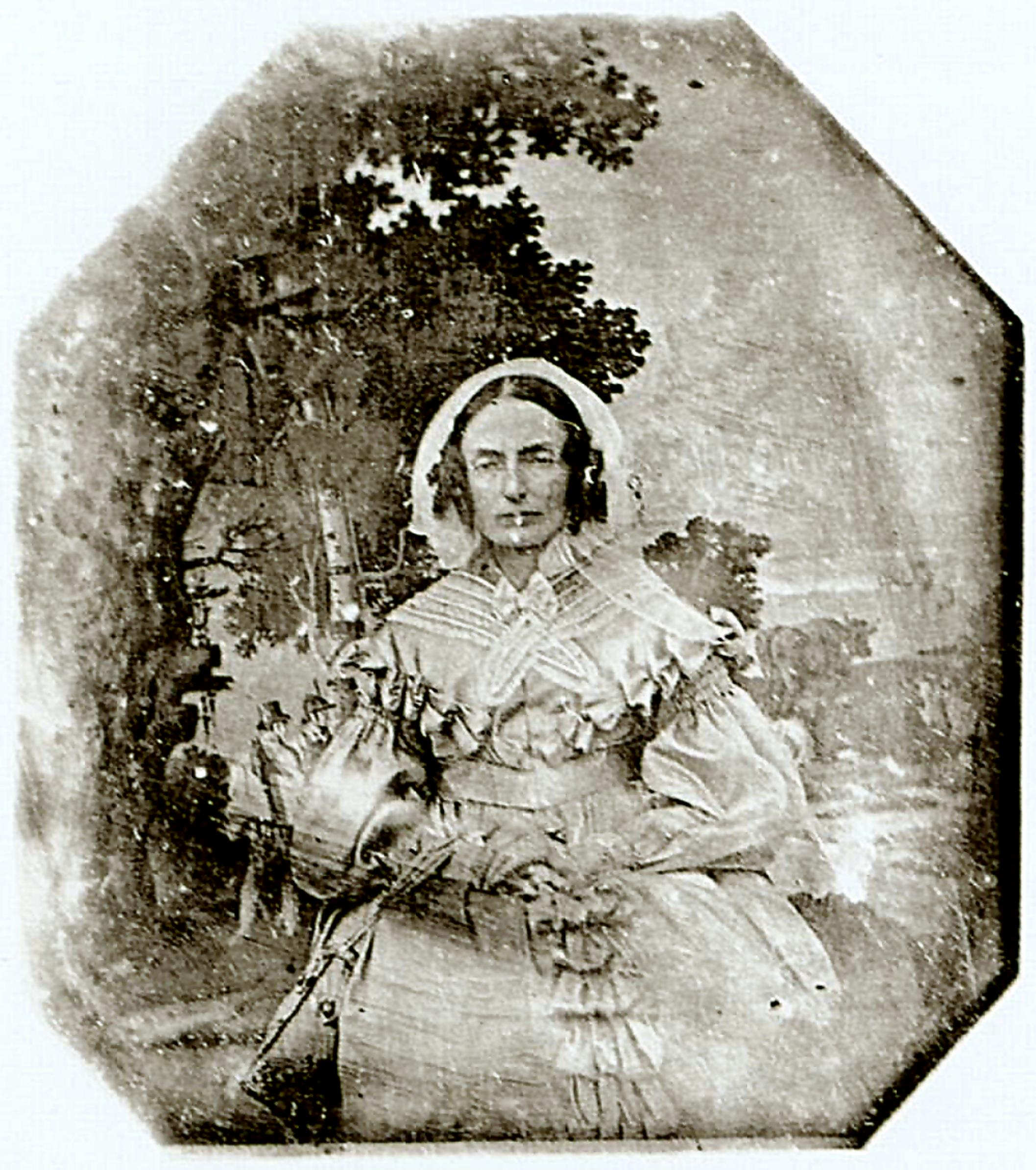
Frau in einem Biedermeierkostüm, Daguerreotypie von Anton Martin (um 1840)

### Damenmode

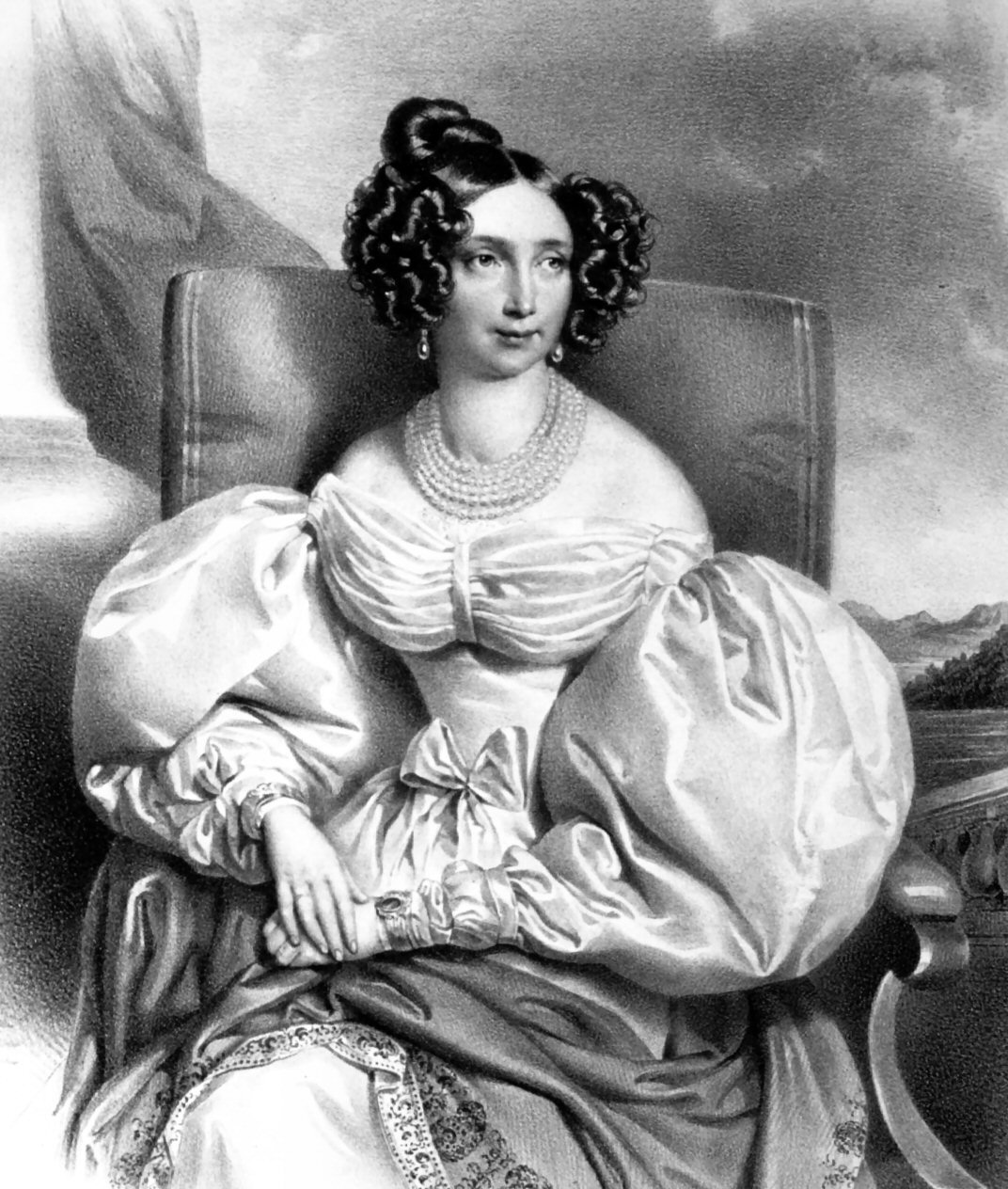
Erzherzogin Sophie von Österreich in typischer Biedermeiermode, Lithografie von Joseph Kriehuber (1836)

Nach der Epoche des Empire-Stils zwischen 1795 und 1820 wurde die Damenmode im Biedermeier schlichter, aber auch deutlich unbequemer. Die Taille wurde ab 1835 wieder deutlich betont, und Reifrock und Korsett wurden zu unentbehrlichen Kleidungsstücken der höheren Schichten. Schon ab 1820 wurden die Ärmel der Tageskleider so voluminös, dass sie sogar beim Klavierspielen hinderlich waren. Sie werden als Hammelkeulenärmel oder auch als Ballon- und Schinkenärmel bezeichnet. In Form gebracht wurden sie mittels Rosshaar und Fischbein. Sehr beliebt waren gemusterte Stoffe: kariert, gestreift oder geblümt. Für den Abend wurden gern schillernde Seidenstoffe gewählt. Die typische Kopfbedeckung dieser Zeit war die Schute, ein haubenähnlicher Hut. Die Schuhe waren flach, ohne Absatz. Wichtige Accessoires waren Kaschmirschal und Sonnenschirm. Die Biedermeier-Frisuren waren zunächst aufwändig und wurden mit Bändern und Schleifen geschmückt, ab 1835 wurden die Haare aber schlicht zu einem Nackenknoten, dem Chignon, mit seitlichen Korkenzieherlocken frisiert.

### Herrenmode

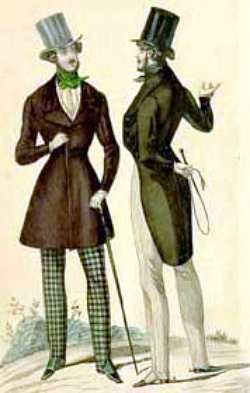
Dandys mit geschnürter Wespentaille
(um 1830)

Auch die Herrenmode des Biedermeier war alles andere als bequem. Modevorbild von 1800 bis etwa 1830 war der Dandy, dessen Prototyp der Engländer George Bryan Brummell war. In dieser Zeit wurde auch die männliche Kleidung eng tailliert getragen, so dass viele Männer zu einem Schnürgürtel griffen. Die Hemden hatten einen so genannten Vatermörderkragen, der den Hals einschnürte. Dazu wurden seit 1815 erstmals lange Hosen, sogenannte Pantalons, getragen, gestreifte oder geblümte Westen sowie ein Gehrock oder ein Frack. Kopfbedeckung war der Zylinder. Wichtig waren auch die kunstvoll geknotete Krawatte, ein Spazierstock, Handschuhe und eine Taschenuhr, eventuell noch ein Lorgnon. Nach 1820 galten auch Backen-, Oberlippen- oder Kinnbart nicht mehr als revolutionär, der Vollbart aber galt erst als Symbol des Liberalismus und später als Symbol einer sozialrevolutionären Gesinnung wie bei Karl Marx und Friedrich Hecker. Unerlässlich waren zu dieser Zeit lange Koteletten, genannt Favoris.

## Ausstellungen
- Berliner Leben im Biedermeier. Dauerausstellung im Knoblauchhaus in Berlin[5]